# باتريك ويليامز
باتريك ويليامز (بالإنجليزية: Patrick Williams )‏ هو لاعب كرة سلة أمريكي يلعب في مركز لاعب هجوم صغير الجسم أو لاعب هجوم قوي الجسم في نادي شيكاغو بولز.

## روابط خارجية
- باتريك ويليامز على موقع إن بي أي (الإنجليزية)
- باتريك ويليامز على موقع سبورتس رفرنس (الإنجليزية)
- باتريك ويليامز على موقع كرة السلة الأوروبية.كوم (الإنجليزية)
- باتريك ويليامز على موقع إي إس بي إن.كوم (الإنجليزية)
- باتريك ويليامز على موقع كلية كرة السلة في سبورتس رفرنس.كوم (الإنجليزية)
- باتريك ويليامز على موقع ريلجم (الإنجليزية)
- باتريك ويليامز على موقع بروبوليرز (الإنجليزية)